# Bernd von Droste zu Hülshoff

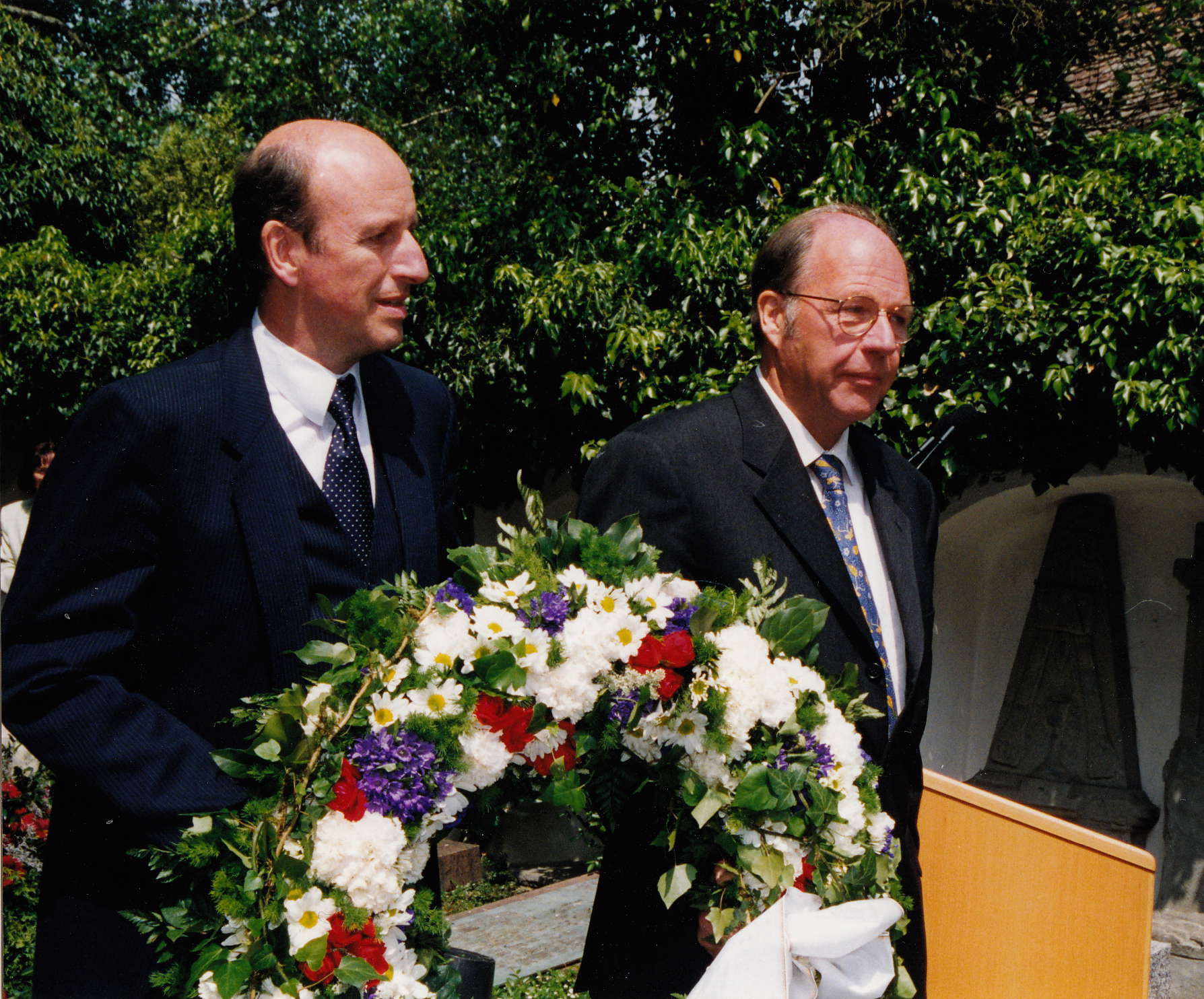
Bernd von Droste zu Hülshoff (rechts) und Wilderich von Droste zu Hülshoff am 150. Todestag von Annette von Droste-Hülshoff 1998 in Meersburg

Bernd Freiherr von Droste zu Hülshoff (* 17. September 1938 in Essen) ist der Gründungsdirektor des UNESCO-Welterbezentrums, ehemals Beigeordneter Generaldirektor (ADG) der UNESCO und ein deutscher Forstwissenschaftler.

## Leben und Wirken

### Familie
Bernd Aegidius Heinrich Hubertus Freiherr von Droste zu Hülshoff ist ein Sohn des späteren Oberlandesforstmeisters Mariano Freiherr von Droste zu Hülshoff und der Sibylle Iltgen und wuchs in Betzdorf, Haus Junkernthal (Kirchen) und Adenau auf. Er ist ein Urenkel von Carl Caspar von Droste zu Hülshoff, ein Enkel des Juristen und Autors Heinrich von Droste zu Hülshoff und der ältere Bruder von Wilderich von Droste zu Hülshoff. Bernd Freiherr von Droste zu Hülshoff ist seit 2020 wieder verheiratet
und hat zwei Kinder, Felicitas und Tassilo von Droste zu Hülshoff.

### Ausbildung und berufliches Wirken in Deutschland
1957 legte Droste zu Hülshoff sein Abitur am Aloisiuskolleg in Bad Godesberg ab. Danach absolvierte er ein praktisches Lehrjahr beim Forstamt Mayen und begann 1958 ein Studium der Forstwissenschaften an der Forstlichen Fakultät der Universität Göttingen in Hann. Münden, wo er der Forstakademischen Verbindung Rheno-Guestfalia im CV und MC beitrat, das er 1959 in Wien und ab 1960 an der Universität München fortsetzte. In den Semesterferien 1958 arbeitete er als Praktikant (Flößer) in Joensuu (Finnland), 1959 in Düzce, Ayancık und Antalya (Türkei) sowie 1960 in Söderfors, (Schweden). 1961 erhielt er ein Stipendium für ein akademisches Jahr an der forstlichen Fakultät der Universität Stellenbosch in Südafrika und wirkte an der Großtierforschung im Kruger-Nationalpark mit. 1963 legte er sein Examen als Diplom-Forstwirt ab. Nach dem Referendariat, das er – unterbrochen durch einen Aufenthalt am Commonwealth Forestry Institute der University of Oxford – in den Forstämtern Wittlich und Niederlahnstein absolvierte, wurde er 1966 Forstassessor.
Droste zu Hülshoff trat in den höheren Forstdienst des Landes Rheinland-Pfalz ein und arbeitete als Forstassessor bei der Bezirksregierung in Trier. 1969 wurde er zum Forstmeister befördert, setzte jedoch seine Arbeit als Wissenschaftlicher Assistent am Institut für Forstpolitik und forstliche Betriebswirtschaftslehre in München fort, mit einem Forschungsauftrag, der auch Forschungsreisen nach Nordamerika einschloss. 1967 bis 1972 leitete er an der staatswissenschaftlichen Fakultät der Universität München bei Ernst Assmann ein waldökologisches Forschungsprojekt. 1967 nahm er an der ersten deutschen Forschungsexpedition in der Wüste Negev in Israel teil. 1968 besuchte er ökologische Forschungseinrichtungen in den USA. 1969 promovierte er summa cum laude an der Universität München zum Dr. oec. publ. über ein Thema der Waldökologie und erhielt den Forschungspreis der Universität. 1972 wurde er Akademischer Oberrat und Oberforstmeister.

### Wirken als UNESCO-Beamter

Deutsche Version des Welterbe-Emblems: das UNESCO-Welterbezentrum wurde 1992 durch Bernd von Droste zu Hülshoff begründet

1973 wechselte er nach Paris und wurde „first officer“ bei der Abteilung Ökologische Wissenschaften der UNESCO. Ab 1977 wurde er zusätzlich Sekretär für das Weltnaturerbe. 1978 wurde er zum „Senior officer“ befördert und 1984 Direktor der Abteilung „Ökologische Wissenschaften“ der UNESCO sowie Sekretär des internationalen ökologischen Forschungsprogramms Der Mensch und die Biosphäre (MAB), aus dem z. B. die Biosphärenreservate entwickelt wurden. 1985 ernannte ihn das Umweltbundesamt zum wissenschaftlichen Direktor. 1989 wurde er zusätzlich „publishing director“ der mehrsprachigen Zeitschrift Nature & Resources.
1992 wurden auf seinen Vorschlag die bis dahin getrennten und überlasteten Sekretariate für das Weltnaturerbe und das Weltkulturerbe durch UNESCO-Generaldirektor Federico Mayor zusammengelegt und personell aufgestockt. Er wurde Gründungsdirektor des neuen weltweit renommierten Welterbezentrums (WHC) und Generalsekretär der Welterbe-Konvention der UNESCO, Herausgeber der Vierteljahres-Schrift world heritage review, 1995 leitender Direktor beim Umweltbundesamt und 1998 Beigeordneter Generaldirektor (ADG) der UNESCO. In dieser Zeit arbeitete er an der Unterschutzstellung zahlreicher Welterbeprojekte in den Bereichen Bildung, Wissenschaft und Kultur mit und war an der Gründung von dezentralen UNESCO-Kommissionen und -Büros sowie Nichtregierungsorganisationen beteiligt. 1999 ging er mit Erreichen der Altersgrenze in den Ruhestand und wurde Berater des Generaldirektors der UNESCO.

### Wirken als internationaler Sachverständiger
Danach war Droste zu Hülshoff, der in den Sprachen englisch, französisch, spanisch und deutsch arbeitet, Gutachter, Berater und Mediator der UNESCO sowie der World Conservation Union (IUCN) zu Fragen des Natur- und Kulturgüterschutzes und übte diese Funktion auch für die EU-Kommission und die Weltbank aus. Er beriet zahlreiche UNESCO-Mitgliedsstaaten (z. B. Argentinien, Brasilien, Chile, Guyana, Venezuela) und internationale Organisationen sowie in Deutschland die Deutsche Umwelthilfe und die GTZ und bereiste mehr als 100 Staaten, oft als team-leader bei der Überprüfung des Zustands von Welterbestätten. Zu seinen Projekten gehörten z. B. 1999 die Identifikation potentieller Welterbestätten in Südafrika, 1999–2000 der Schutz des Kulturerbes von Macau (China), 1999–2002 die Vorarbeiten für die Nominierung der Pilgerrouten der Kii-Halbinsel (Japan) für das Welterbe. 2003 nahm er an der deutschen Sahara-Expedition in den Tschad zur Vorbereitung der Welterbenominierung des Seen-von-Ounianga-Distrikts und der Felsmalereien im Ennedi-Massiv teil, 2003–2004 übernahm er die Konfliktmediation zur Öl- und Gasgewinnung in der Nachbarschaft zum Welterbegebiet Kurische Nehrung (Litauen/Russische Föderation). 2005–2006 erstellte er das Nominierungsdossier für das Welterbe Kulturlandschaft Oberes Mittelrheintal, 2007 arbeitete er am Schutz des Welterbes Galapagosinseln angesichts der Tourismusentwicklung, 2008 führte er Vorarbeiten zur Welterbenominierung der Weinbau-Kulturlandschaften in Südafrika durch, 2010–2011 erarbeitete er im Auftrag der Regierung von Jordanien eine strategische Entwicklungsplanung für das Weltkulturerbe Petra (Jordanien). 2011–2013 evaluierte er im Auftrag der EU den Stand des Kulturgüterschutzes auf der Krim (Ukraine).

### Lehr- und Gründungstätigkeit
Droste zu Hülshoff war von 1999 bis 2003 Gastprofessor an der Brandenburgischen Technischen Universität und von 2002 bis 2014 Honorarprofessor für den postgraduierten Master-Studiengang „Schutz Europäischer Kulturgüter“ am Collegium Polonicum der Europa-Universität Viadrina in Frankfurt (Oder). 2009 war er University-Lecturer sowohl an der Beida als auch an der Tsinghua-Universität in Peking, China. 2010 trainierte er Architekten und Stadtplaner in Sanaa, Jemen. Er ist Mitbegründer des Japanischen Umweltforschungsinstituts JISE, der internationalen Organisation des Villes et du Patrimoine Mondial (OVPM) mit Sitz in Quebec, der nichtstaatlichen Organisation Insula und des Hornemann Instituts. Droste zu Hülshoff ist zudem Mitglied mehrerer internationaler Organisationen, so der Commission of Parks and Protected Areas der IUCN.

## Ehrungen
- 1988: Ehrenhäuptling der Māori, Neuseeland[7]
- 1989: Umweltpreis Premio Sileno, Giardini-Naxos,[8]
- 1994: Ehrenbürger von Cusco und Machu Picchu, Peru[9]
- 1996: Ehrenbürger von Quito, Ecuador[7]
- 1997: Auszeichnung für die Erhaltung des Kulturerbes in Russland durch Boris Jelzin[8]
- 1998: Ehrenbürger von Trogir und Porec, Kroatien[7]
- 1999: Ehrenbürger von Leshan, China[7]
- 2000: Verdienstorden von Vietnam[8]
- 2012: Verdienstmedaille der Autonomen Republik Krim[8]

## Veröffentlichungen (Auswahl)
Als Autor veröffentlichte Droste zu Hülshoff mehr als 200 wissenschaftliche Beiträge in Büchern und Zeitschriften. Thematische Schwerpunkte sind dabei Ökologie, internationaler Natur- und Denkmalschutz.
- Struktur und Biomasse eines Fichtenbestandes auf Grund einer Dimensionsanalyse an oberirdischen Baumorganen, Dissertationsschrift, München 1969
- als Hrsg.: Bibliographie der Erholungsfunktion des Waldes, Abteilung für Forstpolitik und Forstgeschichte der Forstlichen Forschungsanstalt München, München 1972
- mit Peter Bartelheimer: Möglichkeiten der Zusammenarbeit von Forst- und Holzwirtschaft. Eine Modellkonzeption für die Optimierung der Wertschöpfung. Forstliche Forschungsanstalt München, München 1975
- Das UNESCO-Zentrum für die Erhaltung des Erbes der Menschheit, Spektrum der Wissenschaft, Vol. 11, 1992
- als Hrsg.: Cultural Landscapes of Universal Value: Components of a Global Strategy, G. Fischer, Jena, Stuttgart und New York, und VCH Publishing, Deerfield Beach, Florida 1995 (ISBN 3-334-61022-5 und ISBN 1-56081-434-9)
- mit B. Mayerhofer: Kultur- und Naturgüter der Welt: Bedrohung und Schutz. In: „Spektrum der Wissenschaft“, Jena, Stuttgart, 1995
- mit H. Plachter, M. Rössler: Cultural Landscapes of Universal Value - Components fo a Global Strategy. G. Fischer, 1995
- mit M. Rössler, S. Tichen: Linking nature and culture, in "Report of the Global Strategy Natural and Cultural Heritage Expert Meeting", Amsterdam, 1998
- A Gift from the Past to the Future, 60 Years of Science at UNESCO, UNESCO Publishing, Paris, 2006
- Schmuckstücke im Verbund: UNESCO Perlen an der Elbe, Deutsche Umwelthilfe, Lebendige Elbe, Dokumentation Elbe-Forum, 2006
- UNESCO-Weltkulturerbe: „Qualitatives Wachstum mithilfe externer Instanzen“, in „Jahrbuch Markentechnik“, Frankfurt 2008/2009
- La mise en oeuvre de la convention - de la théorie à la pratique (1981-2000) in „Patrimoine Mondiale“ (numéro spécial "Patrimoine mondial de la Fédération de Russie), 2012
- World Heritage and globalization: UNESCO's contribution to the development of global ethics in: Community development through World Heritage (World Heritage papers 31, UNESCO 2012)
- Zum fünfzigsten Jahrestag der Welterbe-Konvention sowie (mit Ricarda Schmidt) Ein Herzstück des römischen Limes wird Welterbe in: Acta carnuntina 12/1/2022